# Pinhão (Paraná)
Pinhão ist ein brasilianisches Munizip im Süden des Bundesstaats Paraná. Es hat 29.886 Einwohner (2022), die sich Pinhãoenser nennen. Seine Fläche beträgt 2.002 km². Es liegt 1.051 Meter über dem Meeresspiegel.

## Etymologie
Anfang des 19. Jahrhunderts legten Silvério de Oliveira und seine Frau Antonia Maria de Jesus einen Hof an und nannten ihn wegen der ausgedehnten und schönen Pinienwälder "Imóvel Pinhão" (Piniengrundstück). Pinhão bedeutet Pinienkern.

## Geschichte

### Besiedlung
Nach Angaben des Historikers José Carlos Veiga Lopes erreichte Oberstleutnant Afonso Botelho am 14. Dezember 1771 bei einer Expedition eine Furt durch den Fluss, der später Rio Jordão genannt werden sollte (siehe Foz do Jordão). Er nannte sie Porto do Pinhão do rio Jordão. Auf der Karte der Campos de Guarapuava, die Pater Chagas 1821 anfertigte, erscheint der noch unaufgeteilte Campo do Pinhão.
Im Jahr 1819 ordnete der portugiesische König João VI. die Anbringung des königlichen Wahrzeichens und die Vermessung von vier Sesmarias auf den Feldern von Pinhão an.
Silvério de Oliveira und seine Frau Antonia Maria de Jesus erhielten das Land zu Lehen. Sie schenkten 1844 diesen Besitz ihren zehn Söhnen. Später ließen sich die Familien von Pedro Secundino da Silveira, Antônio Prestes da Rocha, Felisbino de Souza Bueno und des Kaufmanns Job Azevedo hier nieder.

### Erhebung zum Munizip
Pinhão wurde durch das Staatsgesetz Nr. 4823 vom 18. Februar 1964 aus Guarapuava ausgegliedert und in den Rang eines Munizips erhoben. Es wurde am 14. März 1965 als Munizip installiert.

## Geografie

### Fläche und Lage
Pinhão liegt auf dem Terceiro Planalto Paranaense (der Dritten oder Guarapuava-Hochebene von Paraná). Seine Fläche beträgt 2002 km². Es liegt auf einer Höhe von 1051 Metern.

### Geologie und Böden
Die Böden bestehen aus fruchtbarer Terra-Roxa.

### Vegetation
Das Biom von Pinhão ist Mata Atlântica.

### Klima
Das Klima ist gemäßigt warm. Es werden hohe Niederschlagsmengen verzeichnet (1999 mm pro Jahr). Die Klimaklassifikation nach Köppen und Geiger lautet Cfb. Im Jahresdurchschnitt liegt die Temperatur bei 17,2 °C.

### Gewässer
Pinhão liegt im Einzugsgebiet des Iguaçú. Dessen rechter Nebenfluss Rio Jordão und sein linker Zufluss Rio Pinhão bilden die nördliche Grenze des Munizips. Der Iguaçú wird zusammen mit dem Rio da Areia an der südlichen Grenze des Munizips zur Represa Foz do Areia aufgestaut.

### Straßen
Pinhão ist über die PR-170 mit Guarapuava im Norden und Bituruna im Süden verbunden. Über die PR-459 kommt man im Westen nach Reserva do Iguaçu. 

### Nachbarmunizipien
|                          | Guarapuava                                  |                |
| Candói und Foz do Jordão | Kompassrose, die auf Nachbargemeinden zeigt | Inácio Martins |
| Reserva do Iguaçu        | Coronel Domingos Soares und Bituruna        | Cruz Machado   |

## Stadtverwaltung
Bürgermeister: José Vitorino Prestes, PSB (2021–2024)
Vizebürgermeister: Valdecir Biasebetti (2021–2024)

## Demografie

### Bevölkerungsentwicklung
| Jahr | Einwohner | Stadt | Land |
| ---- | --------- | ----- | ---- |
| 1970 | 20.356    | 16 %  | 84 % |
| 1980 | 33.460    | 38 %  | 62 % |
| 1991 | 35.010    | 30 %  | 70 % |
| 2000 | 28.408    | 48 %  | 52 % |
| 2010 | 30.208    | 51 %  | 49 % |
| 2022 | 29.886    |       |      |

Quelle: IBGE (2011) und Volkszählung 2022

### Ethnische Zusammensetzung
| Gruppe * | 1991    | 2000    | 2010    | wer sich als …                                                                   |
| --- | ------- | ------- | ------- | -------------------------------------------------------------------------------- |
| Weiße | 81,9 %  | 57,4 %  | 59,4 %  | weiß bezeichnet                                                                  |
| Schwarze | 1,8 %   | 2,3 %   | 2,6 %   | schwarz bezeichnet                                                               |
| Gelbe | 0,2 %   | 4,8 %   | 0,9 %   | von fernöstlicher Herkunft wie japanisch, chinesisch, koreanisch etc. bezeichnet |
| Braune | 16,0 %  | 33,7 %  | 36,8 %  | braun oder als Mischung aus mehreren Gruppen bezeichnet                          |
| Indigene | 0,0 %   | 1,0 %   | 0,3 %   | Ureinwohner oder Indio bezeichnet                                                |
| ohne Angabe | 0,0 %   | 0,9 %   | 0,0 %   |                                                                                  |
| Gesamt | 100,0 % | 100,0 % | 100,0 % |                                                                                  |
| *) Das IBGE verwendet für Volkszählungen ausschließlich diese fünf Gruppen. Es verzichtet bewusst auf Erläuterungen. Die Zugehörigkeit wird vom Einwohner selbst festgelegt. |         |         |         |                                                                                  |

Quelle: IBGE (Stand: 1991, 2000 und 2010)